# Arturo de Hoyos
Arturo De Hoyos De Hoyos (21 de septiembre de 1925 - 12 de junio de 2016) fue un profesor en la Brigham Young Universidad (BYU) y presidente de la Universidad Hispana  
en Provo, Utah.
Arturo De Hoyos nació en Piedras Negras, Coahuila, México siendo el hijo antepenúltimo de Benjamín De Hoyos Rodríguez y Francisca De Hoyos Tabares. En 1933 se mudó con su madre viuda y sus otros seis hermanos vivos a Saltillo, para vivir con su tía.
En 1944, once años después, Arturo fue llamado para servir en una misión para La Iglesia De Jesucristo De Los Santos De Los Últimos Días en México. Su primera visita a los Estados Unidos fue en Mesa, Arizona, para asistir a la primera sesión del templo SUD en español con David O. McKay en octubre de 1945.
Después de su misión, Arturo se mudó a Provo, Utah, para asistir a BYU. Allí conoció a Genevieve Argault, nacida en Autun, Francia. Ella sirvió una misión en Uruguay y se casaron el 14 de agosto de 1950 en Salt Lake City, Utah, Estados Unidos.
Después de terminar su Licenciatura y Maestría en Sociología, se mudó a Míchigan, donde Arturo completó un doctorado en Sociología de la Michigan State University, su esposa Genevive De Hoyos recibió su doctorado de Universidad de Indiana. Comenzó a enseñar en la Universidad DePauw en Greencastle, Indiana, luego en la Extensión Médica de la Universidad de Indiana en Indianápolis. Arturo fue un gran maestro de muchas materias, pero su mayor amor fue enseñar el evangelio de Jesucristo.
Arturo y Genevieve, tuvieron tres hijas.
(Arturo de Hoyos no debe ser confundido con su sobrino que también es Arturo nombrado también de Hoyo (nacido 1959) quién es un experto sobre la Francmasonería. Este segundo Arturo de Hoyos fue criado en Provo, y es el hijo del Dr. Benjamin Federico De Hoyos  y Josefine Emma Zwahlen).
En 1968, la familia regresó a Provo, donde tanto Arturo como Genevieve enseñaron en BYU hasta que se jubilaron en 1990. 
Para 1971 De Hoyos estaba sirviendo como coordinador de estudios para estudiantes Latinos y Nativo americanos en Brigham Young Universidad.  En 1971 Arturo De Hoyos también sirvió como presidente de rama de la entonces rama Hispanoamericana en la Estaca de Utah. La Estaca de Utah fue renombrada en 1974 como la Estaca Provo Central y la rama Hispanoamericana es la antepasada de lo que es hoy la rama Pionero 5.ª en la Estaca Provo Utah Centro.
De Hoyos más tarde sirvió como presidente de misión de la misión México Tijuana. Abrieron la misión México Tijuana en julio de 1990 y presidieron allí cuando se dedicó el templo de San Diego. Arturo tradujo la oración dedicatoria.
Arturo y Genevieve condujeron varios estudios psicológicos relacionados con la estabilidad y la estructura familiar. También escribieron papeles sobre los asuntos sociológicos de La Iglesia de Jesucristo de los Últimos Días convirtiéndose en una institución internacional.
Arturo arregló y construyó cosas toda su vida, incluida la Universidad Hispana, que incluía 32 escuelas en 5 países.
Arturo falleció el 12 de junio del 2016 en Highland, Utah, Utah, Estados Unidos. Fue enterrado el 18 de junio del 2016 en East Lawn Memorial Hills, Provo, Utah, Utah, Estados Unidos.
El Dr. Arturo de Hoyos en los años 1993 al 1996 también impulso la preparatoria abierta con Centros de Estudios en Ciudad de México, Baja California, Guadalajara, Monterrey, Hidalgo, Puebla, Oaxaca, etc. y en Sudamérica como Bolivia, Colombia, Perú, Argentina entre otras. Dentro de los ideales del Dr. Arturo de Hoyos fue: "Educar a nuestra gente" Era un fiel creyente de la educación y tradujo al español "N" cantidad de libros para apoyar el conocimiento secular y eclesiástico, fue colaborador-fundador de Editorial Zarahemla en México.
A hoy día en México y Sudamérica esta ideología se estableció en la mente de los graduados quienes han fundado universidades locales y fieles al legado del Dr. de Hoyos como exalumnos y Colaboradores de la universidad Hispana de Utah continúan con el propósito de llevar "Educación a nuestra gente"(toda Latinoamérica) .